# Dedham (Massachusetts)
Dedham è un comune degli Stati Uniti d'America, capoluogo della contea di Norfolk nello stato del Massachusetts.
È ubicata al confine sud-occidentale di Boston. A nord-ovest confina con Needham, a sud-ovest con Westwood e a sud-est con Canton.

## Storia

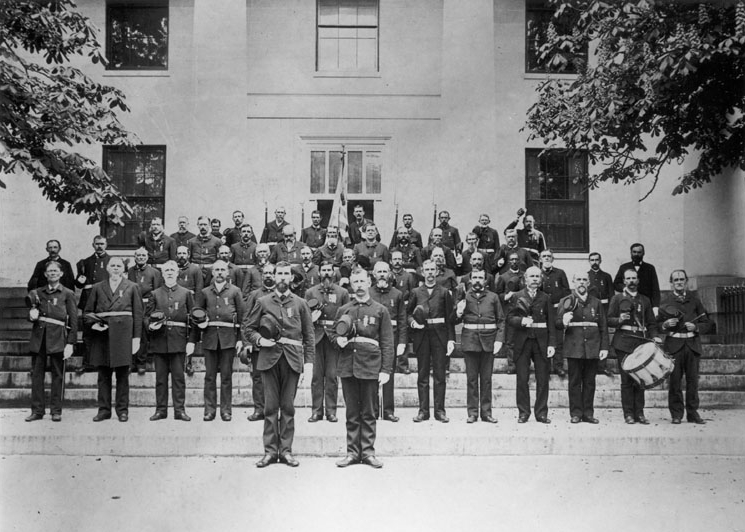
1886: cerimonia della Grand Army of the Republic per il 250.mo anniversario della fondazione della città

Fondata fra il 1635 e il 1636 da abitanti di Roxbury e Watertown, è sede della contea.
Originariamente doveva avere il nome di "Contentment" ma la corte generale del Massachusetts decise di adottare il nome di Dedham, a ricordo dell'omonima località dell'Essex, in Inghilterra.
Alcuni degli abitanti di Dedham - fra cui Samuel Morse - si trasferirono in questa località dalla vicina Charlestown, sobborgo di Boston.
Fu nel vicino penitenziario di Charlestown che furono giustiziati il 23 agosto 1927 gli anarchici italo-statunitensi Sacco e Vanzetti.
A Dedham si svolge una gara podistica di dieci miglia nella quale ogni miglio è dedicato ad un'opera del poeta e scrittore irlandese James Joyce.